# 拜特拉希耶
拜特拉希耶（阿拉伯语：‎）是巴勒斯坦國加沙地带北加沙省的一座城市。它位於賈巴利亞以及拜特哈嫩以北，距離加沙地帶-以色列边境不遠。2005年地方选举后，當地由哈马斯控制。根据巴勒斯坦中央统计局的数据，2017年该市人口为89,838人。